# Yezoceryx ternifolius
Yezoceryx ternifolius är en stekelart som beskrevs av Wang 1993. Yezoceryx ternifolius ingår i släktet Yezoceryx och familjen brokparasitsteklar. Inga underarter finns listade i Catalogue of Life.